# Elatostema asterocephalum
Elatostema asterocephalum är en nässelväxtart som beskrevs av Wen Tsai Wang. Elatostema asterocephalum ingår i släktet Elatostema och familjen nässelväxter. Inga underarter finns listade i Catalogue of Life.